# Andy Nicholson
Andy Nicholson é um músico inglês, mais conhecido por ser o ex-baixista da banda de Sheffield, Arctic Monkeys.
Em 2009, ele se tornou o baixista do ex -  Milburn vocalista Joe Carnall da banda The Book Club, mas saiu mais tarde naquele ano para se juntar ao Reverend and the Makers.